# Campeonato Mundial Júnior de Natação de 2019
O Campeonato Mundial Júnior de Natação de 2019 foi a 7ª edição do evento organizado pela Federação Internacional de Natação (FINA). A competição foi realizada entre os dias 20 e 25 de agosto de 2019 na Arena Danúbio, em Budapeste na Hungria. Contou com a presença de 816 atletas de 124 nacionalidades, tendo como idade entre 14 a 17 anos feminino e 15 a 18 anos na categoria masculina. 

## Medalhistas
Esses foram os resultados da competição. 

### Masculino
| Evento         | Ouro | Ouro          | Prata | Prata    | Bronze | Bronze   |
| -------------- | --- | ------------- | --- | -------- | --- | -------- |
| Livre          | |               | |          | |          |
| 50 m           | Vladyslav Bukhov · Ucrânia | 22.13         | David Curtiss · Estados Unidos | 22.14    | Adam Chaney · Estados Unidos | 22.40    |
| 100 m          | Andrey Minakov · Rússia | 48.73         | Joshua Liendo · Canadá | 49.17    | Robin Hanson · Suécia | 49.25    |
| 200 m          | Luca Urlando · Estados Unidos | 1:46.97       | Robin Hanson · Suécia | 1:47.03  | Murilo Sartori · Brasil | 1:47.39  |
| 400 m          | Gábor Zombori · Hungria | 3:46.06       | Thomas Neill · Austrália | 3:46.27  | Aleksandr Egorov · Rússia | 3:47.36  |
| 800 m          | Franko Grgić · Croácia | 7:45.92       | Ilia Sibirtsev · Rússia | 7:48.05  | Thomas Neill · Austrália | 7:48.65  |
| 1500 m         | Franko Grgić · Croácia | 14:46.09 WJR, | Thomas Neill · Austrália | 14:59.19 | Ilia Sibirtsev · Rússia | 15:05.17 |
| Costas         | |               | |          | |          |
| 50 m           | Jan Čejka · Chéquia | 25.08         | Wyatt Davis · Estados Unidos | 25.23    | Thomas Ceccon · Itália | 25.35    |
| 100 m          | Thomas Ceccon · Itália | 53.46         | Nikolay Zuev · Rússia | 53.59    | Wyatt Davis · Estados Unidos | 54.14    |
| 200 m          | Wyatt Davis · Estados Unidos | 1:58.18       | Carson Foster · Estados Unidos | 1:58.47  | Mewen Tomac · França | 1:58.71  |
| Peito          | |               | |          | |          |
| 50 m           | Vladislav Gerasimenko · Rússia | 27.58         | Gabe Mastromatteo · Canadá | 27.73    | Archie Goodburn · Reino Unido | 27.83    |
| 100 m          | Vladislav Gerasimenko\| · Rússia | 59.97         | Josh Matheny · Estados Unidos | 1:00.17  | Kevin Houseman · Estados Unidos | 1:00.55  |
| 200 m          | Josh Matheny · Estados Unidos | 2:09.40       | Shoma Sato · Japão | 2:09.56  | Yuta Arai · Japão | 2:10.84  |
| Borboleta      | |               | |          | |          |
| 50 m           | Thomas Ceccon · Itália | 23.37         | Andrey Minakov · Rússia | 23.39    | Josif Miladinov · Bulgária | 23.48    |
| 100 m          | Andrey Minakov · Rússia | 51.25         | Federico Burdisso · Itália | 51.83    | Egor Pavlov · Rússia | 51.90    |
| 200 m          | Luca Urlando · Estados Unidos | 1:55.02       | Tomoru Honda · Japão | 1:55.31  | Federico Burdisso · Itália | 1:55.39  |
| Medley         | |               | |          | |          |
| 200 m          | Carson Foster · Estados Unidos | 1:58.46       | Finlay Knox · Canadá | 1:59.44  | Apostolos Papastamos · Grécia | 1:59.62  |
| 400 m          | Apostolos Papastamos · Grécia | 4:11.93 WJR,  | Ilia Borodin · Rússia | 4:12.95  | Léon Marchand · França | 4:16.37  |
| Revezamento    | |               | |          | |          |
| 4×100 m livre  | Estados Unidos · Jake Magahey (49.51) · Luca Urlando (48.73) · Adam Chaney (48.64) · Carson Foster (48.92) · Jack Alexy[a] · Matt Brownstead[a] · Jack Armstrong[a]                                     | 3:15.80 WJR,  | Rússia · Arseniy Chivilev (50.23) · Aleksandr Shchegolev (48.54) · Egor Pavlov (49.67) · Andrey Minakov (47.82) · Pavel Samusenko[a] · Aleksey Fedkin[a]                        | 3:16.26  | Itália · Federico Burdisso (49.38) · Thomas Ceccon (48.59) · Mario Nicotra (49.65) · Stefano Nicetto (48.67) · Paolo Conte Bonin[a]    | 3:16.29  |
| 4×200 m livre  | Estados Unidos · Jake Magahey (1:48.11) · Luca Urlando (1:47.13) · Jake Mitchell (1:47.03) · Carson Foster (1:46.10) · Dare Rose[a] · Wyatt Davis[a]                                                    | 7:08.37 WJR,  | Rússia · Nikita Danilov (1:48.76) · Aleksandr Shchegolev (1:46.36) · Maksim Aleksandrov (1:48.38) · Aleksandr Egorov (1:48.40) · Egor Pavlov[a] · Roman Moskalenko[a]           | 7:11.90  | Austrália · Thomas Neill (1:47.58) · Mitchell Tinsley (1:49.85) · Thomas Hauck (1:48.65) · Alexander Grant (1:48.98) · Noah Millard[a] | 7:15.06  |
| 4×100 m medley | Rússia · Nikolay Zuev (53.84) · Vladislav Gerasimenko (59.53) · Andrey Minakov (50.93) · Aleksandr Shchegolev (48.89) · Pavel Samulenko[a] · Alexander Zhigalov[a] · Egor Pavlov[a] · Aleksei Fedkin[a] | 3:33.19 WJR,  | Estados Unidos · Will Grant (54.45) · John Matheny (59.55) · Blake Manoff (51.72) · Adam Chaney (47.94) · Wyatt Davis[a] · Kevin Houseman[a] · Dare Rose[a] · Jack Armstrong[a] | 3:33.66  | Canadá · Cole Pratt (54.79) · Gabe Mastromatteo (59.82) · Joshua Liendo Edwards (51.90) · Finlay Knox (49.84) · Tyler Wall[a]          | 3:36.35  |

a  Nadadores que participaram apenas das baterias e receberam medalhas.

### Feminino
| Evento         | Ouro | Ouro         | Prata | Prata    | Bronze | Bronze        |
| -------------- | --- | ------------ | --- | -------- | --- | ------------- |
| Livre          | |              | |          | |               |
| 50 m           | Gretchen Walsh · Estados Unidos | 24.71        | Maxine Parker · Estados Unidos | 24.75    | Meg Harris · Austrália | 24.89         |
| 100 m          | Gretchen Walsh · Estados Unidos | 53.74        | Torri Huske · Estados Unidos | 54.54    | Meg Harris · Austrália | 54.58         |
| 200 m          | Erika Fairweather · Nova Zelândia | 1:57.96      | Lani Pallister · Austrália | 1:58.09  | Emma O'Croinin · Canadá | 1:58.64       |
| 400 m          | Lani Pallister · Austrália | 4:05.42      | Emma O'Croinin · Canadá | 4:08.11  | Rachel Stege · Estados Unidos | 4:08.30       |
| 800 m          | Lani Pallister · Austrália | 8:22.49      | Miyu Namba · Japão | 8:27.24  | Giulia Salin · Itália | 8:28.99       |
| 1500 m         | Lani Pallister · Austrália | 15:58.86     | Giulia Salin · Itália | 16:14.00 | Chase Travis · Estados Unidos | 16:18.04      |
| Costas         | |              | |          | |               |
| 50 m           | Bronte Job · Austrália | 27.87        | Jade Hannah · CanadáDaria Vaskina · Rússia | 27.91    | Sem premiação | Sem premiação |
| 100 m          | Jade Hannah · Canadá | 59.63        | Claire Curzan · Estados Unidos | 1:00.00  | Daria Vaskina · Rússia | 1:00.02       |
| 200 m          | Jade Hannah · Canadá | 2:09.28      | Lena Grabowski · Áustria | 2:10.27  | Erika Gaetani · Itália \| 2:10.52 |               |
| Peito          | |              | |          | |               |
| 50 m           | Benedetta Pilato · Itália | 30.60        | Kayla van der Merwe · Reino Unido | 30.91    | Kaitlyn Dobler · Estados Unidos | 30.92         |
| 100 m          | Evgeniia Chikunova · Rússia | 1:06.93      | Kaitlyn Dobler · Estados Unidos | 1:06.97  | Kayla van der Merwe · Reino Unido | 1:07.06       |
| 200 m          | Evgeniia Chikunova · Rússia | 2:24.03      | Anastasia Makarova · Rússia | 2:24.39  | Mei Ishihara · Japão | 2:24.99       |
| Borboleta      | |              | |          | |               |
| 50 m           | Torri Huske · Estados Unidos | 25.70        | Anastasiya Shkurdai · Bielorrússia | 25.77    | Claire Curzan · Estados Unidos | 25.81         |
| 100 m          | Torri Huske · Estados Unidos | 57.71        | Anastasiya Shkurdai · Bielorrússia | 57.98    | Claire Curzan · Estados Unidos | 58.37         |
| 200 m          | Lillie Nordmann · Estados Unidos | 2:08.24      | Blanka Berecz · Hungria | 2:08.93  | Charlotte Hook · Estados Unidos | 2:09.00       |
| Medley         | |              | |          | |               |
| 200 m          | Justina Kozan · Estados Unidos | 2:11.55      | Alba Vázquez · Espanha | 2:13.43  | Mei Ishihara · Japão | 2:13.52       |
| 400 m          | Alba Vázquez · Espanha | 4:38.53 WJR, | Isabel Gormley · Estados Unidos | 4:39.15  | Michaella Glenister · Reino Unido | 4:39.35       |
| Revezamento    | |              | |          | |               |
| 4×100 m livre  | Estados Unidos · Gretchen Walsh (54.13) · Torri Huske (54.50) · Grace Cooper (55.04) · Amy Tang (53.94) · Maxine Parker[b] · Justina Kozan[b] · Erin Gemmell[b]                             | 3:37.61      | Austrália · Mollie O'Callaghan (55.07) · Meg Harris (55.51) · Lani Pallister (55.23) · Rebecca Jacobson (55.04) · Gabriella Peiniger[b] · Rebecca Jacobson[b] · Michaela Ryan[b] | 3:40.85  | Itália · Chiara Tarantino (55.47) · Maria Masciopinto (55.39) · Emma Menicucci (55.37) · Gaia Pesenti (55.81)                                             | 3:42.04       |
| 4×200 m livre  | Estados Unidos · Lillie Nordmann (1:59.31) · Erin Gemmell (1:59.70) · Justina Kozan (1:58.09) · Claire Tuggle (1:58.39) · Ashley Strouse[b]                                                 | 7:55.49      | Austrália · Lani Pallister (1:58.61) · Michaela Ryan (1:59.11) · Rebecca Jacobson (2:00.71) · Jenna Forester (1:59.44) · Gabriella Peiniger[b]                                   | 7:57.87  | Canadá (CAN) · Brooklyn Douthwright (1:59.69) · Katrina Bellio (2:00.61) · Genevieve Sasseville (2:02.89) · Emma O'Croinin (1:57.95) · Hanna Henderson[b] | 8:01.14       |
| 4×100 m medley | Estados Unidos · Claire Curzan (1:00.75) · Kaitlyn Dobler (1:07.51) · Torri Huske (57.86) · Gretchen Walsh (53.01) · Annabel Crush[b] · Ellie Andrews[b] · Lillie Nordmann[b] · Amy Tang[b] | 3:59.13      | Rússia (RUS) · Daria Vaskina (59.90) · Evgeniia Chikunova (1:07.45) · Aleksandra Sabitova (58.47) · Ekaterina Nikonova (54.48) · Anastasia Makarova[b] · Iana Sattarova[b]       | 4:00.30  | Canadá · Jade Hannah (1:00.42) · Avery Wiseman (1:08.23) · Hanna Henderson (59.16) · Brooklyn Douthwright (55.36) · Genevieve Sasseville[b]               | 4:03.17       |

b  Nadadores que participaram apenas das baterias e receberam medalhas.

### Misto
| Evento         | Ouro | Ouro         | Prata | Prata   | Bronze | Bronze  |
| -------------- | --- | ------------ | --- | ------- | --- | ------- |
| Revezamento    | |              | |         | |         |
| 4×100 m livre  | Estados Unidos · Luca Urlando (49.66) · Adam Chaney (48.25) · Amy Tang (54.18) · Gretchen Walsh (53.83) · Jake Magahey[c] · Carson Foster[c] · Grace Cooper[c] · Maxine Parker[c] | 3:25.92 WJR, | Rússia · Aleksandr Shchegolev (49.03) · Andrey Minakov (48.21) · Daria Trofimova (55.40) · Ekaterina Nikonova (55.08) · Arsenii Chivilev[c] · Pavel Samusenko[c] · Aleksandra Sabitova[c]                     | 3:27.72 | Itália · Federico Burdisso (49.17) · Thomas Ceccon (48.65) · Chiara Tarantino (55.43) · Costanza Cocconcelli (55.87) · Mario Nicotra[c] · Paolo Conte Bonin[c] · Gaia Pesenti[c] · Emma Menicucci[c] | 3:29.12 |
| 4×100 m medley | Estados Unidos · Will Grant (53.89) · Josh Matheny (59.31) · Torri Huske (58.04) · Gretchen Walsh (53.60) · Wyatt Davis[c] · Kevin Houseman[c] · Justina Kozan[c] · Amy Tang[c]   | 3:44.84 WJR, | Rússia · Nikolay Zuev (54.27) · Anastasia Makarova (1:07.30) · Andrey Minakov (51.66) · Ekaterina Nikonova (54.83) · Pavel Samusenko[c] · Alexander Zhigalov[c] · Aleksandra Sabitova[c] · Daria Trofimova[c] | 3:48.06 | Canadá · Jade Hannah (1:00.23) · Gabe Mastromatteo (1:00.58) · Joshua Liendo Edwards (52.33) · Hanna Henderson (55.06) · Brooklyn Douthwright[c]                                                     | 3:48.20 |

c  Nadadores que participaram apenas das baterias e receberam medalhas.

## Quadro de medalhas
A seguir o quadro final de medalhas. 
| Ordem | País           | Medalha de ouro | Medalha de prata | Medalha de bronze | Total |
| ----- | -------------- | --------------- | ---------------- | ----------------- | ----- |
| 1     | Estados Unidos | 18              | 10               | 9                 | 37    |
| 2     | Rússia         | 7               | 11               | 4                 | 22    |
| 3     | Austrália      | 4               | 5                | 4                 | 13    |
| 4     | Itália         | 3               | 2                | 7                 | 12    |
| 5     | Canadá         | 2               | 5                | 5                 | 12    |
| 6     | Croácia        | 2               | 0                | 0                 | 2     |
| 7     | Hungria        | 1               | 1                | 0                 | 2     |
| 7     | Espanha        | 1               | 1                | 0                 | 2     |
| 9     | Grécia         | 1               | 0                | 1                 | 2     |
| 10    | Chéquia        | 1               | 0                | 0                 | 1     |
| 10    | Nova Zelândia  | 1               | 0                | 0                 | 1     |
| 10    | Ucrânia        | 1               | 0                | 0                 | 1     |
| 13    | Japão          | 0               | 3                | 3                 | 6     |
| 14    | Bielorrússia   | 0               | 2                | 0                 | 2     |
| 15    | Reino Unido    | 0               | 1                | 3                 | 4     |
| 16    | Suécia         | 0               | 1                | 1                 | 2     |
| 17    | Áustria        | 0               | 1                | 0                 | 1     |
| 18    | França         | 0               | 0                | 2                 | 2     |
| 19    | Brasil         | 0               | 0                | 1                 | 1     |
| 19    | Bulgária       | 0               | 0                | 1                 | 1     |
| Total | Total          | 42              | 43               | 41                | 126   |

Legenda
| Recorde mundial       | Recorde mundial (World record)               |                       | Recorde africano                      | Recorde africano (African) |                                           | Q | Classificado por posição (Qualified) |
| Recorde do campeonato | Recorde do campeonato (Championship record)  | Recorde da América    | Recorde da América (Americas)         | q                          | Classificado por melhor tempo (Qualified) |   |                                      |
| Melhor marca do ano   | Melhor marca do ano (World leading)          | Recorde asiático      | Recorde asiático (Asian)              | DNS                        | Não largou (Did not start)                |   |                                      |
| Recorde nacional      | Recorde nacional (National record)           | Recorde europeu       | Recorde europeu (European)            | DNF                        | Não terminou (Did not finish)             |   |                                      |
| Recorde pessoal       | Recorde pessoal do atleta (Personal best)    | Recorde da Oceania    | Recorde da Oceania (Oceania)          | DSQ / DQ                   | Desclassificado (Disqualified)            |   |                                      |
| Recorde da temporada  | Recorde da temporada do atleta (Season best) | Recorde sul-americano | Recorde sul-americano (South America) | NM                         | Sem marca (No mark)                       |   |                                      |